# Süleyman Atlı
Süleyman Atlı (ur. 27 lipca 1994) – turecki zapaśnik startujący w stylu wolnym. Na Letnich Igrzyskach Olimpijskich 2016 zajął szesnaste miejsce w kategorii 57 kg, przegrywając w 1/8 finału z Rumunem Ivanem Guideą. Zajął jedenaste miejsce w Tokio 2020 w kategorii 57 kg. 
Srebrny medalista mistrzostw świata w 2019 i brązowy w 2018. Mistrz Europy w 2019 i 2021; drugi w 2020, 2022 i 2023; trzeci w 2017 roku. Trzeci na igrzyskach europejskich w 2019. Mistrz Europy i świata juniorów w 2013 roku. 
Piętnasty na mistrzostwach świata w 2017. Ósmy w Pucharze Świata w 2016. Mistrz Europy U-23 w 2017 i trzeci na MŚ U-23 w 2017 roku. 